# Weltmeisterschaften im Modernen Fünfkampf 1986
1986 fanden die Weltmeisterschaften im Modernen Fünfkampf bei den Herren und Damen in Montecatini, Italien, statt.

## Herren

### Einzel
| Platz | Land    | Sportler       |
| ----- | ------- | -------------- |
| 1     | Italien | Carlo Massullo |
| 2     | Italien | Daniele Masala |
| 3     | Ungarn  | Lajos Dobi     |

### Mannschaft
| Platz | Land       | Sportler                                     |
| ----- | ---------- | -------------------------------------------- |
| 1     | Italien    | Carlo Massullo Daniele Masala Cesare Toraldo |
| 2     | Ungarn     | László Fábián Lajos Dobi Attila Mizsér       |
| 3     | Frankreich | Christophe Ruer Didier Boubé Joël Bouzou     |

## Damen

### Einzel
| Platz | Land           | Sportlerin             |
| ----- | -------------- | ---------------------- |
| 1     | Sowjetunion    | Irina Kisselewa        |
| 2     | Frankreich     | Sophie Moressée-Pichot |
| 3     | BR Deutschland | Sabine Krapf           |

### Mannschaft
| Platz | Land           | Sportlerinnen                                                 |
| ----- | -------------- | ------------------------------------------------------------- |
| 1     | Frankreich     | Sophie Moressée-Pichot Caroline Delemer Nathalie Hugenschmitt |
| 2     | BR Deutschland | Sabine Krapf Tanja Meyer Kathrin Kröning                      |
| 3     | Italien        | Fabrizia Alessandrini Barbara Boccolari Laura Romagnoli       |

## Medaillenspiegel
| Platz | Land           | Goldmedaille | Silbermedaille | Bronzemedaille |
| 1     | Italien        | 2            | 1              | 1              |
| 2     | Frankreich     | 1            | 1              | 1              |
| 3     | Sowjetunion    | 1            | –              | –              |
| 4     | Ungarn         | –            | 1              | 1              |
| 4     | BR Deutschland | –            | 1              | 1              |